# Beverbad
Das Beverbad ist ein Familien- und Freizeitbad in Ostbevern. Der Name rührt vom angrenzenden Fluss, der Bever.

## Ausstattung
Die Badelandschaft des Beverbads besteht aus Hallenbad und Freibad. Das Hallenbad verfügt über ein 25-Meter-Sportbecken. Das beheizbare Freibad hat einen Sprungturm von 5 Meter Sprunganlage mit 1-m- und 3-m-Brett sowie 5-m-Plattform. Insgesamt stehen dem Badebesucher 600 m² Schwimmbecken zur Verfügung.

## Geschichte
Das Beverbad wurde 1975 zunächst nur als Hallenbad eröffnet. Später wurde ein Freibad dem angeschlossen. Anders, als der Name vermuten lässt, ist die Bever nicht im Beverbad integriert. Seit Herbst 1997 kamen der „Eltern-Kind-Bereich“ hinzu. Im Jahr 2004 wurden sämtliche Einrichtungen neu installiert.

## Veranstaltungen
Es gibt besondere Kursangebote, wie etwa Schwimmkurse und Aquafitness-Angebote.